# LPWA (プロレス団体)
LPWA（Ladies Professional Wrestling Association）は、アメリカ合衆国の女子プロレス団体。

## 歴史
1989年、元男子レスラーのトーア・バーグが設立。北米の女子プロレス団体では最大手を誇った。興行はTVテーピング（収録）として行われる。女子プロレス団体ではあるが男子レスラーも参加してミックスファイトも組まれていた。
日本でも興行の模様が日本テレビの深夜枠などで放送された他にジャパン女子プロレスと相互参戦していた。
1992年2月23日、ロチェスターでPPV興行「Super Ladies Showdown」を開催。ハーレー斉藤がLPWA日本王座を獲得。しかし程なくして解散。

## タイトル
- LPWA王座
- LPWAタッグ王座
- LPWAミックスタッグ王座
- LPWA日本王座

## 所属選手
- レイラニ・カイ
- ジュディ・マーチン
- ウェンディ・リヒター
- メドゥーサ・ミセリー
- レジー・ベネット
- シェリル・ルーサー
- スーザン・セクストン
- レディー・X
- バンビ
- ドーン・マリー・ジョンストン
- デスピナ・マンタガス
- マグニフィセント・ミミ
- マリア・ホサカ
- ロッキン・ロビン